# Fiat Fiorino (2007)
Il Fiat Fiorino è un veicolo commerciale leggero prodotto dalla casa automobilistica italiana FIAT e commercializzato a partire dal novembre 2007 dalla Fiat Professional.

## Il contesto
Si tratta del più piccolo veicolo commerciale (non derivato da un modello adibito al trasporto di persone, come per esempio le vetture van) della casa torinese; Questa nuova generazione del veicolo vede una collaborazione fra il Gruppo PSA e il Gruppo Fiat (firmato il 31 marzo 2005) per l'investimento del progetto, al fine di risparmiare sui costi di produzione. Il progetto è italiano e realizzato da Fiat; anche la produzione avviene in uno stabilimento Fiat, quello turco di Tofaş. Viene commercializzato con la stessa metodologia degli altri veicoli nati dalla joint venture Sevel, quindi con i marchi, Fiat, Peugeot e Citroën.
Il furgone è basato su un nuovo telaio di tipo modulare, lo Small di Fiat Group Automobiles, lo stesso debuttato nel 2005 sulla Fiat Grande Punto ed è disponibile in due motorizzazioni, un 1.4 TU3 di origine PSA 4 cilindri con 8 valvole e 73 cavalli a benzina e un diesel 1.3 16V Multijet da 75 cavalli prodotti dalla Fiat.
La versione Diesel, destinata a coprire più del 90% delle vendite, è caratterizzata da consumi molto ridotti: 4,5 l/100 km ed emissioni di anidride carbonica pari a 119 g/km.
Presentato il 3 ottobre 2007 al Transpotec-Logitec di Milano è disponibile sul mercato italiano dal novembre 2007, e sui mercati europei dalle prime settimane del 2008.

### Fiorino Electric
La Micro-Vett, azienda italiana specializzata in conversioni elettriche di auto prodotte in serie, insieme alla Fiat ha dato vita nel 2008 al Fiat Fiorino Electric, un prototipo di vettura elettrica alimentata a batteria agli ioni di litio, presentata al salone dell'auto di Hannover dotata di un motore elettrico asincrono trifase con potenza continua di 30 kW e picco di 60 kW, con valori di coppia variabili da 130 a 260 Nm. La portata massima è di 450 kg.
La vettura accelera da 0–50 km/h in 6,4 secondi e viene dichiarata una velocità massimo di oltre 100 km/h
Le batterie sono posizionate in 3 diverse punti per una questione di bilanciamento dei pesi. L'autonomia è di circa 100 km, una carica dalla rete domestica raggiunge la completezza in 6-8 ore, mentre ne basta 3 da una rete industriale a 9 kW.

### Restyling

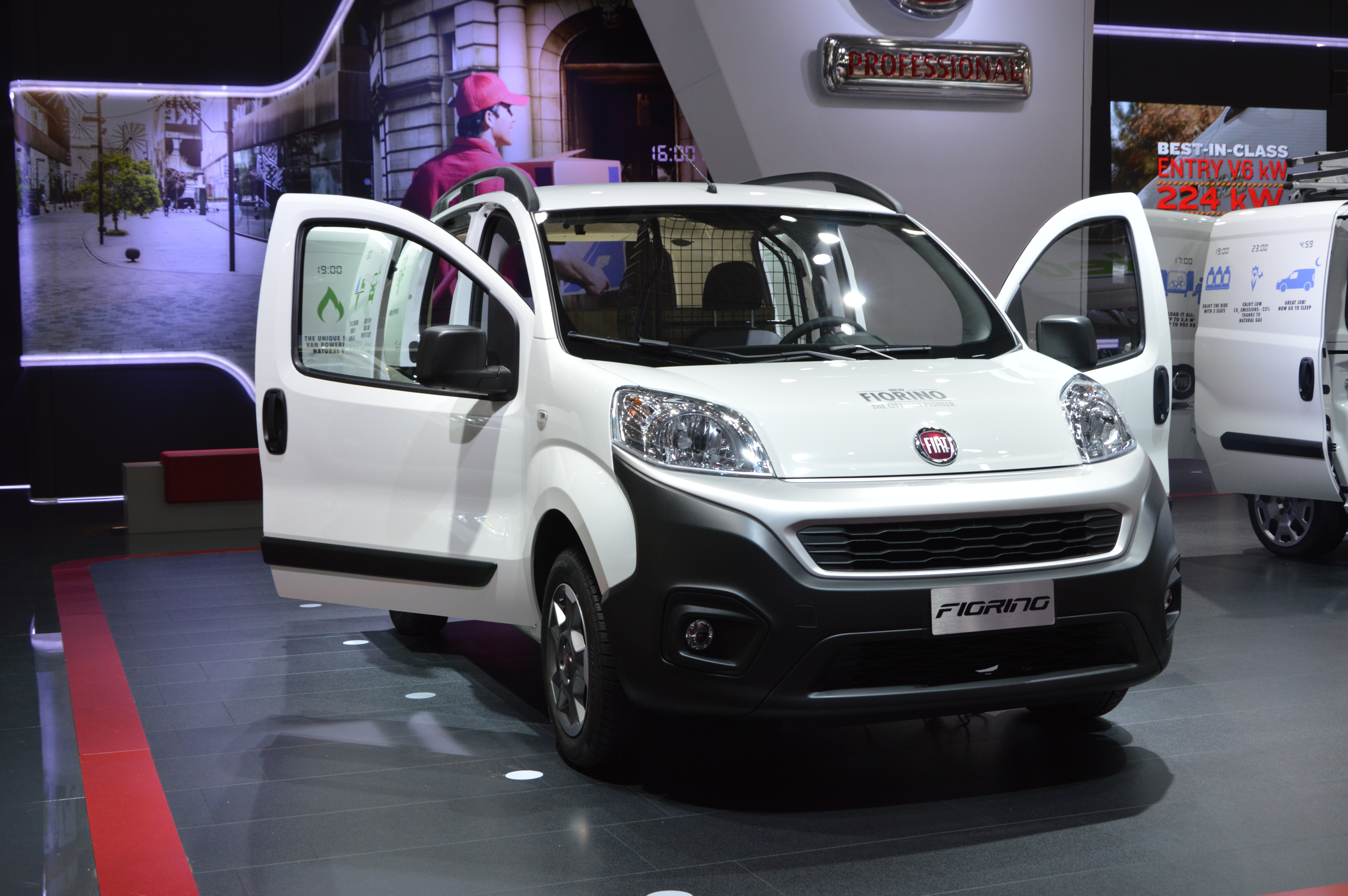
Un Fiorino restyling all'IAA di Hannover nel 2016

Dopo un primo aggiornamento, risalente al 2014, che includeva un nuovo frontale con un baffo cromato simile a quello adottato da 500 e Punto Evo, nuovi cerchi e nuovi colori e rivestimenti interni, aggiornamento riservato però alla sola Turchia, nel 2016 viene presentato un secondo aggiornamento, più marcato e visibile e stavolta destinato a tutti i mercati ove il veicolo è commercializzato. Anteriormente cambia la forma della calandra e del paraurti, che ricordano ora il Ducato e il Doblò nuovi. La calandra ora è più sviluppata in larghezza e meno in altezza, adottando una forma vagamente esagonale e, è su tutti i modelli cromata. Nuovi sono anche i paraurti, di forma più moderna e dotati di una nuova presa d'aria, sui modelli Adventure dotata di skid bar protettiva posteriore, e gli alloggiamenti dei fendinebbia di forma inedita. Lateralmente cambiano i cerchi (in acciaio con copricerchi o in lega leggera, con diametro di 15 pollici). Invariate rimangono le dimensioni esterne.
Dentro, invece, oltre ai nuovi rivestimenti, debuttano un nuovo volante, ispirato nella forma a quello del nuovo Doblò, e un nuovo sistema multimediale con schermo da 5" che sostituisce l'obsoleto Blue&me.
Il restyling include anche dei nuovi motori: oltre al 1.4 FIRE da 77 CV a benzina e al 1.4 da 70 CV a metano, vengono introdotti il 1.3 Multijet 80 e 95 CV Euro 6, il primo disponibile anche in versione Ecojet, che vanta i notevoli consumi dichiarati di 3,8 litri ogni 100 km. Questo facelift è entrato a listino ad aprile del 2016.

## Versioni (Cargo, Combi e Qubo)
Il veicolo è lungo 3,864 metri, ha una larghezza tra i passaruota di 1,046 metri e ha un diametro di sterzata di 9,95 metri. È disponibile in tre versioni, Cargo (solo per il trasporto merci), Combi (sia per trasporto merci, sia per persone) e Qubo (il più adatto per il tempo libero, più familiare ed elemento chiave della famiglia Fiorino)

### Fiorino Cargo
La versione Cargo è omologata solo per 2 persone e ha 2,5 m³ di volume interno adibito al carico merci. La lunghezza del vano di carico è 1,523 m per un'altezza massima interna di 1,181 m. Reclinando il sedile anteriore del passeggero la capacità raggiunge i 2,8 m³.

### Fiorino Combi
La versione Combi è omologata per 5 persone ha un bagagliaio di 356 litri (743 mm di profondità e altezza di 592 mm a filo con la cappelliera posteriore che può essere ripiegata su se stessa, completamente o in parte, o può essere tolta per essere alloggiata in un vano specifico sotto la panca posteriore). La panca posteriore può essere rimossa dal veicolo e la capacità di carico sale a 2.500 litri.

### Qubo
La versione Qubo è una variante per il tempo libero presentata al Salone dell'auto di Parigi 2008. Inizialmente presentato come Fiorino Qubo, il veicolo è una versione pensata per un uso familiare, diversa quindi dall'uso commerciale del veicolo da cui deriva. Questo veicolo, infatti, pur avendo stretta parentela con il Fiorino, viene anche proposto come veicolo a sé stante (quindi non facente parte della famiglia Fiorino) dal brand Fiat Automobiles (e non Fiat Professional).

## Riconoscimenti
Il 23 settembre 2008, nel corso del 62º Salone Internazionale dei Veicoli Commerciali di Hannover, il Fiat Fiorino è stato nominato International Van of the Year 2009.

## Motorizzazioni
| Modello                    | Disponibilità  | Motore      | Cilindrata (cm³) | Potenza       | Coppia massima (Nm) | Emissioni CO2 (g/km) | 0–100 km/h (secondi) | Velocità max (km/h) | Consumo medio (km/l) |
| 1.4 8V 73 CV               | debutto - 2010 | PSA Benzina | 1360             | 54 kW (73 CV) | 118                 | 152                  | 15,2                 | 155                 | 14,7                 |
| 1.3 Multijet 75 CV         | dal debutto    | Fiat Diesel | 1248             | 55 kW (75 CV) | 190                 | 113                  | 15,2                 | 155                 | 22,7                 |
| 1.3 Multijet 95 CV         | dal 2010       | Fiat Diesel | 1248             | 70 kW (95 CV) | 200                 | 113                  | 12,2                 | 170                 | 22,5                 |
| 1.4 8V 77 CV Natural Power | dal debutto    | Fiat Metano | 1368             | 57 kW (77 CV) | 115                 | 152                  | 16,0                 | 155                 | 14,7                 |

Dal mese di dicembre 2010, il motore benzina PSA non è più disponibile perché non omologabile secondo le Norme Europee "Euro 5". Rimangono solo i motori Fiat. Con il 2011 viene introdotto il 1.4 FIRE da 77 CV al posto del 1.4 PSA. Con il restyling del 2016 i 1.3 Multijet vengono aggiornati e passano a 80 e 95 CV rispettivamente.